# 郝洽
郝洽（687年？—749年），字元津，唐朝潞州西火村人。
郝洽自小好学，精通儒经。李隆基担任潞州别驾时，在雄山、鸡鸣山游猎。郝洽前去拜见，与李隆基交谈甚欢。郝洽引经据典，李隆基感到惊奇。纳郝洽之女为妃。延和元年（712年）李隆基即位为玄宗。唐玄宗任命郝洽为官，郝洽推辞，以处士终身。